# Sint Eustatius zászlaja
Sint Eustatius zászlaját 2005-ben fogadták el. Kék alap vörös szegéllyel körbevéve, közepén szintén vörös szegélyű rombusz, melyen fehér alapon jelenik meg a sziget látképe zöld színnel, felette egy sárga ötágú csillaggal. A rombusz csúcsaiból fel, le, balra és jobbra kiinduló vörös vonalak négy részre osztják a kék alapot.
A zászlóban megjelenő vörös, fehér és kék színek a holland zászlóra utalnak. Ezen kívül a kék jelképezi még a tengert, a vörös pedig az őslakosokat. A rombusz rajta a sziget ábrázolásával Sint Eustatius központi elhelyezkedésére utal. A rombuszból kiinduló vörös vonalak a navigációra, az iránytűre és a hajózásra utalnak.